# ناحیه فیرپلین، میشیگان
ناحیه فیرپلین (به انگلیسی: Fairplain Township) یک منطقهٔ مسکونی در ایالات متحده آمریکا است که در شهرستان مونتکالم، میشیگان واقع شده‌است.
 ناحیه فیرپلین ۹۳٫۱ کیلومتر مربع مساحت و ۱٬۸۲۶ نفر جمعیت دارد و ۲۵۶ متر بالاتر از سطح دریا واقع شده‌است.